# National Rugby League
La National Rugby League (NRL) es la liga más importante de clubes profesionales de rugby league en Australia. Dirigido por la Comisión de Australiana de Rugby League, la competencia principal de la NRL es conocida como el Telstra Premiership debido al patrocinio de Telstra Corporation. Es disputada por diecisiete equipos, dieciséis de los cuales tienen su sede en Australia y uno con sede en Nueva Zelanda. Es considerado como el campeonato de rugby league de élite del mundo y, por temporada, es la competición de rugby league más vista y con más audiencia en el mundo.
La National Rugby League es la encarnación actual de la competición doméstica de alto nivel de Australia, que a su vez aumentó la competencia club local de Sídney, que ha estado funcionando en forma continua desde 1908. La actual liga tiene su nacimiento en la llamada Guerra de la Super League "como una asociación conjunta entre el cuerpo del deporte ya existente nacional que rige la Australian Rugby League (ARL) y el gigante de medios News Corporation controlado Super League después de que ambas organizaciones corrió presidencias paralelas entre sí en 1997. Esta asociación se disolvió en febrero de 2012, con el control de la NRL ir a la independiente formando la Comisión Australiana de Rugby League.
El campeón de la NRL juega el World Club Challenge, un partido contra el campeón de la Super League europea.

## Formato de disputa
Los partidos de la temporada regular se juegan desde marzo hasta septiembre, durante la otoño hasta primavera. Se utiliza un sistema de todos contra todos a dos ruedas pero limitado a 24 partidos. Los ocho mejores equipos en la temporada regular acceden a la postemporada, que se juega en septiembre y principios de octubre.
Desde 1999 hasta 2011 se usó el sistema McIntyre, donde en la primera ronda el primer preclasificado se enfrentaba al octavo, el segundo con el séptimo, etc. Los dos mejores equipos avanzan a la tercera ronda, en tanto que otros cuatro avanzan a segunda ronda y los dos peores quedan eliminados. Los dos ganadores de segunda ronda avanzan a la tercera ronda, y los dos ganadores de la tercera ronda se enfrentan en la Gran Final.
A partir de 2012, en cuartos de final se enfrentan el primer preclasificado contra el cuarto y el segundo contra el tercero, donde los dos ganadores avanzan a la tercera ronda y los perdedores a segunda ronda. A su vez, los restantes cuatro equipos se enfrentan entre sí en primera ronda. Los dos ganadores avanzan a segunda ronda. Nuevamente, los dos ganadores de la segunda ronda avanzan a la tercera, y los dos ganadores de la tercera ronda juegan la Gran Final.
La Gran Final de la NRL es uno de los eventos deportivos más populares de Australia. Se juega en el Stadium Australia de Sídney, donde se suele superar los 80 000 espectadores.

## Equipos actuales
| Equipo                        | Ciudad                     | Estado              | Estadio                              |
| ----------------------------- | -------------------------- | ------------------- | ------------------------------------ |
| Canberra Raiders              | Canberra                   | ACT                 | Estadio Canberra                     |
| Dolphins                      | Brisbane                   | Queensland          | Estadio Suncorp                      |
| Melbourne Storm               | Melbourne                  | Victoria            | Estadio Rectangular de Melbourne     |
| New Zealand Warriors          | Auckland                   | Nueva Zelanda       | Mt Smart Stadium                     |
| Brisbane Broncos              | Brisbane                   | Queensland          | Estadio Suncorp                      |
| Gold Coast Titans             | Gold Coast                 | Queensland          | Skilled Park                         |
| North Queensland Cowboys      | Townsville                 | Queensland          | Willows Sports Complex               |
| Canterbury-Bankstown Bulldogs | Belmore, Sídney            | Nueva Gales del Sur | Stadium Australia                    |
| Cronulla-Sutherland Sharks    | Cronulla, Sídney           | Nueva Gales del Sur | Remondis Stadium                     |
| Manly-Warringah Sea Eagles    | Narrabeen, Sídney          | Nueva Gales del Sur | Brookvale Oval                       |
| Newcastle Knights             | Mayfield, Newcastle        | Nueva Gales del Sur | Hunter Stadium                       |
| Parramatta Eels               | Parramatta, Sídney         | Nueva Gales del Sur | Parramatta Stadium                   |
| Penrith Panthers              | Penrith, Sídney            | Nueva Gales del Sur | Estadio de Penrith                   |
| St. George Illawarra Dragons  | Kogarah, Sídney Wollongong | Nueva Gales del Sur | Jubilee Oval WIN Stadium             |
| South Sydney Rabbitohs        | Redfern, Sídney            | Nueva Gales del Sur | Stadium Australia                    |
| Sydney Roosters               | Moore Park, Sídney         | Nueva Gales del Sur | Sydney Football Stadium              |
| Wests Tigers                  | Concord, Sídney            | Nueva Gales del Sur | Campbelltown Stadium Leichhardt Oval |

## Historial
- Para los campeonatos entre 1908 y 1997 véase New South Wales Rugby League Championship.[1]

| Edición | Edición | Campeón                       |
| ------- | ------- | ----------------------------- |
| 1       | 1998    | Brisbane Broncos              |
| 2       | 1999    | Melbourne Storm               |
| 3       | 2000    | Brisbane Broncos              |
| 4       | 2001    | Newcastle Knights             |
| 5       | 2002    | Sydney Roosters               |
| 6       | 2003    | Penrith Panthers              |
| 7       | 2004    | Canterbury-Bankstown Bulldogs |
| 8       | 2005    | Wests Tigers                  |
| 9       | 2006    | Brisbane Broncos              |
| 10      | 2007    | Revocado                      |
| 11      | 2008    | Manly-Warringah Sea Eagles    |
| 12      | 2009    | Revocado                      |
| 13      | 2010    | St. George Illawarra Dragons  |
| 14      | 2011    | Manly-Warringah Sea Eagles    |
| 15      | 2012    | Melbourne Storm               |

| Edición | Edición | Campeón                    |
| ------- | ------- | -------------------------- |
| 16      | 2013    | Sydney Roosters            |
| 17      | 2014    | South Sydney Rabbitohs     |
| 18      | 2015    | North Queensland Cowboys   |
| 19      | 2016    | Cronulla-Sutherland Sharks |
| 20      | 2017    | Melbourne Storm            |
| 21      | 2018    | Sydney Roosters            |
| 22      | 2019    | Sydney Roosters            |
| 23      | 2020    | Melbourne Storm            |
| 24      | 2021    | Penrith Panthers           |
| 25      | 2022    | Penrith Panthers           |
| 26      | 2023    | Penrith Panthers           |
| 27      | 2024    | Penrith Panthers           |
| 28      | 2025    | En disputa                 |

- *: A Melbourne Storm se le revocaron los títulos 2007 y 2009 por superar el tope salarial de jugadores.